# Christian Klein (Manager)

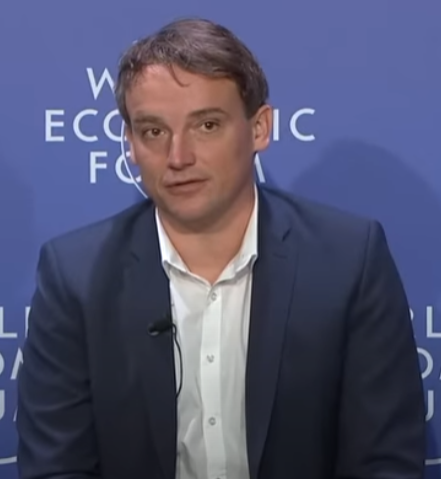
Christian Klein, 2023

Christian Klein (* 4. Mai 1980 in Heidelberg) ist ein deutscher Manager und seit dem 11. Oktober 2019 Vorstandssprecher sowie seit dem 6. Mai 2024 Vorstandsvorsitzender der SAP SE.

## Leben

### Frühe Jahre
Christian Klein stammt aus Mühlhausen (Kraichgau), wo er auch heute noch lebt. Er wuchs in der elterlichen Familie gemeinsam mit einer Schwester auf. Sein Vater ist der ebenfalls in Mühlhausen wohnende CDU-Landespolitiker Karl Klein.

### Ausbildung
Klein ist in Östringen zur Schule gegangen und erwarb ein „Diplom (BA)“ für Internationale Betriebswirtschaftslehre an der damaligen Berufsakademie in Mannheim (vergleichbar mit dem heutigen Bachelor-Abschluss).

### Beruflicher Werdegang
Bereits 1999 trat er als Student bei der SAP ein. Zunächst arbeitete er in verschiedenen Positionen der Tätigkeitsfelder Active Global Support Operations, Services Operations und Global Controlling. Von 2011 bis 2012 war er kaufmännischer Geschäftsführer (Chief Financial Officer) von SAP SuccessFactors in Kalifornien.
2014 wurde Klein Chief Controlling Officer und am 1. April 2016 auch zum Chief Operating Officer ernannt. Am 1. Januar 2018 trat er in den Vorstand der SAP ein und übernahm den neu geschaffenen Bereich Global Business Operations. Klein trieb im Vorstand eine engere Verzahnung aller Unternehmensbereiche und eine leistungsfähige IT-Organisation voran. Anfang 2019 übernahm er vom bisherigen Vorstandsmitglied Bernd Leukert den Bereich der globalen SAP-Entwicklung und Auslieferung der Kernanwendungen, besonders S/4HANA, unter dem Titel „The Intelligent Enterprise“.
Am 11. Oktober 2019 trat er zusammen mit Jennifer Morgan als gemeinsamer Vorstandssprecher die Nachfolge des überraschend zurückgetretenen SAP-Vorstandsvorsitzenden Bill McDermott an. Mit der Bekanntgabe des Ausscheidens von Morgan am 20. April 2020 endete die kurze Phase der Doppelspitze und seither steht Klein allein dem Vorstand vor. Die Position als Vorstandssprecher trat er im Alter von 39 Jahren an und ist damit der bislang jüngste Chef eines DAX-Unternehmens. Am 6. Mai 2024 wurde der Vertrag von Klein bis April 2028 verlängert und er wurde zum Vorstandsvorsitzenden ernannt.
Klein gehört dem Kuratorium des Vereins Baden-Badener Unternehmer Gespräche an. Seit August 2020 ist Klein Mitglied im Aufsichtsrat der adidas AG in Herzogenaurach.

### Privates
Christian Klein ist verheiratet, jedoch getrennt lebend und hat zwei Kinder. Er war als Fußballspieler aktiv und engagierte sich als Mitglied des Spielausschusses bei seinem Verein, dem 1. FC Mühlhausen.